# كيفن غريني
كيفن غريني (بالإنجليزية: Kevin Greene)‏ هو سياسي أسترالي، ولد في 18 أكتوبر 1958. حزبياً، نشط في حزب العمال الأسترالي.

## مناصب
- انتخب Minister for Jobs and Tourism [الإنجليزية]‏ (8 ديسمبر 2009 – 28 مارس 2011).
- انتخب عضو الجمعية التشريعية نيو ساوث ويلز عن دائرة Electoral district of Oatley [الإنجليزية]‏ (24 مارس 2007 – 4 مارس 2011).
- انتخب عمدة Georges River Council [الإنجليزية]‏ (25 سبتمبر 2017 – ).
- انتخب عضو الجمعية التشريعية نيو ساوث ويلز عن دائرة Electoral district of Georges River [الإنجليزية]‏ (27 مارس 1999 – 2 مارس 2007).